# Queen on Fire — Live at Bowl
Queen on Fire — Live at the Bowl — концертний альбом/DVD британського рок-гурту «Queen», що вийшов 25 жовтня 2004 року в Європі і 9 листопада 2004 року в США. Він був записаний під час концерту на стадіоні «National Bowl» у Мілтон-Кінз, Англія, 5 червня 1982 року в рамках «Hot Space Tour». Вийшов також DVD, укомплектований концертним і бонусним матеріалом, як-от інтерв'ю гурту і основні моменти туру.
У 2005 році альбом був також вийшов як LP. У Великій Британії CD досяг № 20, а DVD № 1, у CD- і DVD-чартах відповідно. У США ні альбом, ні DVD не потрапили до чарту.

## Про альбом
Під час концерту у соло-гітариста Браяна Мея було кілька незначних проблем з його саморобною гітарою «Red Special». Під час виконання швидких версій пісень «We Will Rock You» і «Dragon Attack» лопнули дві струни, і йому довелося замінити свою березову «Red Special» на спеціальну резервну копію для більшої частини пісні «This Action Day» і для всієї другої половини «Dragon Attack» і всієї тривалості «Now I'm Here (Reprise)».
Перш ніж зіграти пісню «Love of My Life», Мей зіграв фрагмент вступу до «Las Palabras de Amor», назвавши його «невеликим програшем».
Під час гітарного соло Мея звукознімачі на його гітарі були вимкнені, і гітарне соло Мея зупинилося на 20 секунд (повні 20 секунд містяться на DVD, а альбомна версія виступу містить лише 3 секунди). Його гітарний технік, Браян Зелліс, допоміг Мею знову почати грати на гітарі, просто включивши вимикачі.
Барабанщик Роджер Тейлор і бас-гітарист Джон Дікон виконали імпровізовані соло під час «Dragon Attack» і перед «Under Pressure», відповідно, коли Мей перемикав гітари під час «Dragon Attack» і налаштовував свою гітару після соло.
Під час виконання пісні «Fat Bottomed Girls» голос Фредді Мерк'юрі дуже ненадовго зісковзнув у фальцет під час лірики «in this locality» (початкова помилка була чутна на оригінальному записі з аудиторії для BBC TV, Channel 4, MTV і радіопередачі концерту у Мілтон-Кінз), але помилка була виправлена для випуску CD і DVD.
Під час першого куплету «Fat Bottomed Girls» замість того, щоб співати оригінальний рядок «ти зробив з мене поганого хлопчика», Мерк'юрі співав «ти зробив з мене мудака».
Мерк'юрі виконав без своєї фірмової бездонної мікрофонної підставки пісню «The Hero» (як це було показано на DVD під час концерту в Японії), «We Will Rock You (Fast)» і «Now I'm Here». Це дозволило Мерк'юрі більш вільно вписуватися і ходити по піднятих флангах по обидві сторони сцени.
Через цензурні закони, гонконгський і китайський реліз диска не містив пісні «Get Down, Make Love» і «Fat Bottomed Girls».

## Список пісень

### Диск 1
1. «Flash» (Мей) — 1:54
2. «The Hero» (Мей) — 1:44
3. «We Will Rock You» (Fast) (Мей) — 3:17
4. «Action This Day» (Тейлор) — 4:52
5. «Play the Game» (Мерк'юрі) — 4:30
6. «Staying Power» (Мерк'юрі) — 4:03
7. «Somebody to Love» (Мерк'юрі) — 7:53
8. «Now I'm Here» (Мей) — 6:18
9. «Dragon Attack» (Мей) — 4:16
10. «Now I'm Here» (Reprise) (Мей) — 2:20
11. «Love of My Life» (Мерк'юрі) — 4:22
12. «Save Me» (Мей) — 4:00
13. «Back Chat» (Дікон) — 5:00

### Диск 2
1. «Get Down, Make Love» (Мерк'юрі) — 3:39
2. «Guitar Solo» (Мей) — 6:22
3. «Under Pressure» (Queen/Бові) — 3:47
4. «Fat Bottomed Girls» (Мей) — 5:25
5. «Crazy Little Thing Called Love» (Мерк'юрі) — 4:15
6. «Bohemian Rhapsody» (Мерк'юрі) — 5:38
7. «Tie Your Mother Down» (Мей) — 4:09
8. «Another One Bites the Dust» (Дікон) — 3:49
9. «Sheer Heart Attack» (Тейлор) — 3:25
10. «We Will Rock You» (Мей) — 2:08
11. «We Are the Champions» (Мерк'юрі) — 3:28
12. «God Save the Queen» (Мей) — 1:24

## DVD бонус-матеріали
- MK Bowl інтерв'ю за лаштунками
- Фредді Мерк'юрі — інтерв'ю
- Браян Мей і Роджер Тейлор — інтерв'ю
- Пісні з концерту на «Stadthalle», Відень, Австрія, 12 травня 1982
  1. Another One Bites the Dust
  2. We Will Rock You
  3. We Are the Champions
  4. God Save the Queen
- Пісні з концерту на «Seibu Lions Stadium», Токорозава, Японія, 3 листопада 1982
  1. Flash / The Hero
  2. Now I'm Here
  3. Impromptu
  4. Put Out the Fire
  5. Dragon Attack
  6. Now I'm Here (Reprise)
  7. Crazy Little Thing Called Love
  8. Teo Torriatte (Let Us Cling Together)
- Фото-галерея (Calling All Girls)

## Персонал
- Фредді Мерк'юрі — головний вокал, піаніно, акустична гітара в «Crazy Little Thing Called Love»
- Браян Мей — гітари, вокали, піаніно в «Save Me»
- Роджер Тейлор — ударні, перкусія, вокали, спільний головний вокал у куплеті в «Action This Day», і спільний головний вокал в «Sheer Heart Attack»
- Джон Дікон — бас-гітара, ритм-гітара в «Staying Power», додатковий бек-вокал в «Somebody to Love» і «Back Chat»
- Морган Фішер — клавішні, піаніно
- Джастін Ширлі-Сміт — мікс-продюсер
- Кріс Фредрікссон — Pro Tools HD
- Райнгольд Мак — інженер запису
- Мік Маккенна — другий інженер запису
- Тім Янг — мастерінг
- Річард Грей — оформлення
- Деніс О'Рейган — фотографія

## Чарти і сертифікації
| Чарт (2004)                             | Позиція |
| --------------------------------------- | ------- |
| Австрія (Austrian Top 75 Albums)        | 23      |
| Бельгія (Belgium (Flanders) 100 Albums) | 60      |
| Бельгія (Belgium (Wallonia) 100 Albums) | 80      |
| Франція (French Top 200 Albums)         | 75      |
| Німеччина (German Albums Chart)         | 10      |
| Італія (Italian Top 20 Albums)          | 15      |
| Нідерланди (Netherlands Top 100 Albums) | 74      |
| Португалія (Portuguese Top 30 Albums)   | 9       |
| Швейцарія (Swiss Top 100 Albums)        | 52      |
| Велика Британія (UK Albums Chart)       | 20      |

| Чарт (2005)                      | Позиція |
| -------------------------------- | ------- |
| Іспанія (Spanish Top 100 Albums) | 73      |

| Чарт (2004)                          | Позиція |
| ------------------------------------ | ------- |
| Австралія (Australian Top 40 DVDs)   | 10      |
| Австрія (Austrian Top 10 Music DVDs) | 1       |
| Норвегія (Norwegian Top 10 DVDs)     | 4       |
| Швеція (Swedish Top 20 DVDs)         | 1       |

| Чарт (2005)                                    | Позиція |
| ---------------------------------------------- | ------- |
| Бельгія (Belgium (Wallonia) Top 10 Music DVDs) | 1       |
| Угорщина (Hungarian Top 20 DVDs)               | 5       |

| Країна                                               | Сертифікація | Продано  |
| ---------------------------------------------------- | ------------ | -------- |
| Австрія (IFPI Austria)                               | Золото       | 15,000*  |
| Німеччина (BVMI)                                     | Платина      | 200,000^ |
| Велика Британія (BPI)                                | Золото       | 100,000^ |
| ^цифри відвантажень засновані тільки на сертифікації |              |          |

| Країна                                               | Сертифікація | Продано  |
| ---------------------------------------------------- | ------------ | -------- |
| Аргентина (CAPIF)                                    | Платина      | 8,000^   |
| Австралія (ARIA)                                     | 3×Платина    | 45,000^  |
| Австрія (IFPI Austria)                               | Золото       | 5,000*   |
| Франція (SNEP)                                       | 3×Платина    | 60,000*  |
| Німеччина (BVMI)                                     | 5×Золото     | 125,000^ |
| Мексика (AMPROFON)                                   | Золото       | 10,000^  |
| Швейцарія (IFPI Switzerland)                         | Золото       | 3,000^   |
| Велика Британія (BPI)                                | 3×Платина    | 150,000^ |
| США (RIAA)                                           | Платина      | 100,000^ |
| *цифри продажів засновані тільки на сертифікації     |              |          |
| ^цифри відвантажень засновані тільки на сертифікації |              |          |